# Emma Berglund
Emma Berglund, född 19 december 1988 i Umeå, är en svensk före detta fotbollsspelare som sist spelade för FC Rosengård i Damallsvenskan.

## Klubbkarriär
Berglund inledde sin fotbollskarriär i moderklubben Täfteå IK och flyttade sedan till Umedalens IF. År 2006 bytte Berglund klubbadress till Umeå IK och gjorde sin första Allsvenska match under 2007  – ett år UIK vann Damallsvenskan, Svenska cupen och Svenska supercupen. Även 2008 vann Umeå IK både Allsvenska och supercupen.
2015 bytte Berglund klubb till FC Rosengård, som det året vann Damallsvenskan, och året därpå stod som segrare i Svenska cupen.
Sommaren 2017 värvades Berglund till den franska storklubben Paris Saint-Germain  som säsongen 2017–2018 slutade två i franska Division 1 Féminine, men tog sin andra slutseger i franska cupen (Coupe de France féminine) efter 1–0 i finalen mot Lyon.
Den 21 maj 2019 värvades Berglund av Kopparbergs/Göteborg FC, där hon skrev på ett 2,5-årskontrakt med start 1 juli 2019.
Den 10 december 2020 värvades Berglund av FC Rosengård, där hon tidigare spelat 2015-2016.  I november 2022 förlängde Berglund sitt kontrakt med två år.

## Landslaget
Berglund blev i november 2011 uttagen till A-landslagets USA-turné där man bland annat mötte Kanada och USA. Hon blev sedan även uttagen till landslagets träningsläger i spanska La Manga i januari 2012.
Emma Berglund var uttagen i den trupp som representerade Sverige och slutligen tog en silvermedalj vid de Olympiska spelen i Rio de Janeiro år 2016.

## Meriter
- OS-silver – 2016
- SM-guld – 2006, 2007, 2008, 2015, 2020, 2021, 2022
- Svenska Cupen-guld – 2007, 2016
- Silver i Uefa Women's Champions League – 2006, 2007
- 11 F-19-landskamper
- 4 U-21-landskamper
- 8 U-23-landskamper
- Årets back 2012